# Speed metal
L'speed metal és un subgènere del heavy metal que va aparèixer cap al 1980 i va ser el pare del gènere thrash metal. Quan l'speed metal va néixer com a gènere es van incrementar els tempos que normalment empraven grups de heavy metal com: Judas Priest, Black Sabbath o Deep Purple, mentre es van mantenir les línies melòdiques que feien servir aquests tipus de bandes. Molts elements de l'speed Metal tenen reminiscències de la música de l'anomenada nova fornada de heavy metal del Regne Unit.
Enguany el terme speed metal ha quedat en desús car altres termes més concrets l'han substituït, com per exemple: thrash metal, power metal, i en una menor mesura el black metal. Aquest tipus de fets esdevenen sovint quan el so d'un artista es defineix específicament. El terme speed metal va ser emprat a bastament en un sentit ample per algunes bandes de glam metal com també per grups de la nova fornada de grups de heavy del Regne Unit durant el decenni que va del 1980 al 1990. Alguns grups japonesos apareguts des dels vuitanta fins als nostres dies s'han autoanomenat de Speed metal.

## Història

### Orígens
L'origen exacte de l'speed metal és difícil de concretar perquè mai no va ser totalment definit com un subgènere del heavy metal fins cap al 1980. Tanmateix, molts consideren que el primer tema de speed metal va ser Highway Star de Deep Purple dins de l'àlbum Machine Head el 1972. Hi va haver intents anteriors amb un estil semblant a l'àlbum Paranoid de Black Sabbath sobretot al tema que duu el mateix nom que l'àlbum el 1970.
Highway Star va introduir el riff amb una sola nota a altes velocitats amb solos de guitarra i teclat complexes, aquest àlbum va ser produït per en Ritchie Blackmore i en Jon Lord respectivament. Era un àlbum de rock progressiu del 1970 molt influenciat per la música clàssica europea. Aquestes característiques sovint són associades amb gèneres de heavy metal més moderns però al seu torn és típic de l'speed metal.

### Evolució del gènere
Tot i que Judas Priest no va fer un disc de speed metal fins al 1990, quan va fer l'àlbum Painkiller, molts dels seus primers àlbums contenien temes de speed metal. Un bon exemple és la cançó "Exciter" de llur àlbum Stained Class fet el 1979. Aquest tema va tenir molt d'impacte a l'explosió de l'speed metal del 1980.
Motörhead va afegir elements primaris de speed metal a llur música des de la seva aparició com a banda a mitjans de 1970, llavors ho va anar desenvolupant i treballant fins a l'àlbum Overkill on s'aprecia un estil de speed metal propi. L'any següent tragueren a la venda Ace of Spades on se segueix perfilant l'estil.
Altres bandes noves van començar a emergir a l'escena. La nova fornada de grups de heavy del Regne Unit estava en llur zenit i moltes bandes van abraçar l'speed metal. Com per exemple Venom que combinava l'estil de Motörhead amb una atmosfera crua i densa. Altres grups de la nova fornada de grups de heavy del Regne Unit com Iron Maiden o Raven van produir un nombre de temes de speed metal prou important, dos exemples en són Aces High i Invaders respectivament.
La banda de heavy metal alemanya Accept també va introduir elements speed metal dins del seu so. El tema "Fast As A Shark" de l'àlbum del 1982 anomenat Restless and Wild és un bon exemple de la idea de speed metal que tenien els Accept. La influència que va tenir Accept en el heavy metal alemany fou enorme. Grups com Running Wild, Grave Digger, Helloween, Rage o Paradox s'influenciaren dels tempos ràpids d'Accept per tal de fundar l'speed metall alemany.
Les bandes que més endavant van dur a terme treballs de música thrash tenien llur profundes arrels a l'speed metall. Són grups com per exemple: Slayer, Metallica, Anthrax, Megadeth o Overkill.
Tanmateix, unes quantes bandes es van concentrar a refinar llur speed metal en lloc de virar cap a aquest nou estil musical anomenat trash. Alguns exemples de grups que romangueren dins l'speed metal són: Agent Steel i Exciter.
El 1990 Judas Priest va treure l'àlbum Painkiller, aquest va servir per tipificar el gènere speed metal. En comptes de barrejar unes quantes idees musicals diferents del moment, la banda optava per crear un àlbum sencer de speed metal.

## Actualment
Enguany l'speed metal és molt menys popular que el 1980. Els grups de speed metal més coneguts que actualment encara fan speed metal solen ser bandes modernes que mostren llur influències de l'àlbum Painkiller de Judas Priest. Algunes d'aquestes bandes són: Gamma Ray, Iron Savior, Rage, Agent Steel, Cage, Temple of Blood o Primal Fear.
Tal com l'speed metal va ser l'avantguarda pel que havia de venir (power metal i thrash metal), sovint trobem una superposició important entre gèneres entre les bandes que diuen que han estat influenciades predominantment per l'speed metal. Açò algunes vegades duu a confusions de gènere. Una errada típica és pensar que speed metal i Thrash metal són sinònims.

## Àlbums de speed metal
Als següents àlbums hi ha temes de speed metal:
- Anthrax a l'àlbum Fistful of Metal
- Deliverance a l'àlbum Weapons of Our Warfare
- Exciter a l'àlbum Heavy Metal Maniac
- Helloween a l'àlbum Walls Of Jericho
- Iced Earth a l'àlbum Iced Earth
- Judas Priest a l'àlbum Painkiller
- Megadeth a l'àlbum Killing Is My Business...And Business Is Good!
- Metallica a l'àlbum Kill 'Em All
- Motörhead a l'àlbum Ace of Spades
- Razor a l'àlbum Executioner's Song
- Slayer a l'àlbum Show No Mercy
- Venom a l'àlbum Black Metal
- X Japan a l'àlbum Blue Blood